# الکساندر ریباک
الکساندر ایگوریویچ ریباک (به نروژی: Alyaksandr Iharavich Rybak) (زاده ۱۳ مه ۱۹۸۶) ویولنیست، پیانیست، خواننده، آهنگساز و بازیگر، بلاروسی-نروژی است.
ریباک در مسابقات یوروویژن ۲۰۰۹ در شهر مسکو روسیه، نماینده نروژ بود که توانست با ترانهٔ داستان پریان یا «قصه» در این مسابقات مقام اول را با شکستن تمام رکوردها و کسب ۳۸۷ امتیاز بدست آورد.
اولین آلبوم او به نام Fairytales یا داستان پریان در ۹ کشور اروپایی جزو ۲۰ ترانه برتر جدول قرار گرفت از جمله در کشورهای روسیه و نروژ که در جایگاه شماره ۱ به ثبت رسید. ریباک در سال‌های ۲۰۱۲ و ۲۰۱۶ به یورو ویژن بازگشت و ویولن را در هر دو برنامه بازپخش اجرا کرد. در ژوئیه ۲۰۱۷ او با مارسلینا دیلوسکا رابطه برقرار کرد.
او نماینده نروژ در یوروویژن ۲۰۱۸ بود اما موفق به تکرار موفقیت سال ۲۰۰۹ نشد.

## زندگی‌نامه
ریباک در مینسک جمهوری سوسیالیست شوروی بلاروس متولد شد. وقتی الکساندر کوچک بود خانواده اش به نروژ مهاجرت کردند. وقتی ۱۰ ساله بود در مؤسسه موسیقی در شهر اسلو نروژ به تحصیل پرداخت. هر چند دانشکده ای معتبر در دانمارک به او پیشنهاد تحصیل داده بود اما او جواب دانشکدهٔ باگینز بیکلز (bagiens beakels) را رد کرد و تصمیم گرفت پیش خانواده اش در نروژ بماند.
به نظر برخی از منتقدان موسیقی اگر او به باگینز بیکلز می‌رفت ، روند پیشرفت وی دچار افت می‌ شد و نمی‌توانست به جایی که هم‌اکنون در آن حضور دارد برسد. با موفقیت در مسابقات یورو ویژن از تحصیل دست برداشت ولی در سال ۲۰۱۱ دوباره به آن جا بازگشت و در ماه ژوئن سال ۲۰۱۲ لیسانس گرفت.